# Försjö
För sjöar med samma eller snarlika namn, se: Försjön
Försjö är en by ca 3 km utanför Fornåsa i Motala kommun. Den består av ett 20-tal hus med ytterligare ett 30-tal i närheten. 
Försjö ligger på Östgötaslätten i en jordbruksbygd.

## Vattendrag
Enda vattendraget i närheten är Svartån som flyter genom större delen av västra Östergötland. Flera badplatser finns i närheten.